# North Otago Rugby Football Union
Maillots
Dernière mise à jour : octobre 2015.
La North Otago Rugby Football Union (NORFU) est une fédération provinciale de rugby à XV néo-zélandaise créée en 1904. Son équipe fanion participe au Heartland Championship. Elle joue au Whitestone Contracting Stadium à Oamaru. Avec Otago et Southland, elle fait partie des trois fédérations provinciales qui donnent des joueurs à la franchise de Super Rugby des Highlanders.

## Histoire
La North Otago Rugby Football Union a été créée en 1904 mais n'a rejoint la fédération néo-zélandaise de rugby à XV qu'en 1927. Le 18 juin 1930, l'équipe fanion de la fédération rencontre les All Blacks dans le cadre de leur préparation pour la tournée des Lions britanniques et irlandais et s'incline sur le score de 34 à 6 sur le terrain du Oamaru Showgrounds. En 1946, North Otago lance avec les fédérations voisines de Mid Canterbury et South Canterbury le Hanan Shield, compétition fonctionnant comme le Ranfurly Shield sous forme de défi. North Otago remporte le premier match de cette compétition contre South Canterbury sur le score de 9 à 6.  
En 1962, l'équipe de North Otago signe un véritable exploit en battant l'Australie en tournée sur le score de 14 à 13.
Le club a remporté une fois le titre de troisième division, ainsi que la Meads Cup à deux reprises.

## Palmarès

### Championnat des provinces
- National Provincial Championship (NPC), troisième division : 
  - Vainqueur (1) : 2002
- Heartland Championship, Meads Cup : 
  - Vainqueur (2) : 2007, 2010
  - Finaliste (1) : 2013
- Heartland Championship, Lochore Cup : 
  - Vainqueur (1) : 2009
  - Finaliste (1) : 2014, 2015

### Ranfurly Shield
North Otago n'a jamais remporté le Ranfurly Shield. L'équipe l’a disputé 11 fois, la dernière fois en juillet 2010 contre Southland (3-48). Elle détient même le record de la plus large défaite de l’histoire du trophée (5-139 contre Auckland en 1993, John Kirwan inscrivant huit essais à cette occasion).
| Année | Adversaire       | Score |
| 1938  | Otago            | 12-0  |
| 1946  | Southland        | 17-3  |
| 1947  | Otago            | 42-3  |
| 1971  | Canterbury       | 14-00 |
| 1973  | Marlborough      | 26-9  |
| 1974  | South Canterbury | 9-3   |
| 1983  | Canterbury       | 88-00 |
| 1993  | Auckland         | 139-5 |
| 2000  | Waikato          | 95-17 |
| 2003  | Canterbury       | 85-24 |
| 2008  | Auckland         | 113-3 |

### Hanan Shield
Le Hanan Shield est un trophée créé en 1946, sanctionnant une compétition de rugby à XV ouverte aux équipes des provinces néo-zélandaises de North Otago, South Canterbury et Mid Canterbury. Elle est basée sur le principe du défi : le challengeur défie le détenteur et, s’il s’impose, devient le nouveau détenteur du trophée. North Otago l'a remporté pour la dernière fois en 1997.

### All Blacks
2 joueurs de North Otago ont été sélectionnés en équipe nationale depuis la création de la fédération.
| Numéro | Nom         | Années actives |
| 644    | Ian Smith   | 1965-1966      |
| 699    | Philip Gard | 1971-1972      |